# Andrew Thomas
Andrew Sydney Withiel Thomas (Adelaide, Austrália, 18 de dezembro de 1951) é um astronauta norte-americano nascido na Austrália, veterano de quatro missões espaciais e um total de 177 dias passados no espaço.
Formado em engenharia mecânica pela Universidade de Adelaide em 1973, Thomas mudou-se para os Estados Unidos, tornando-se cidadão americano em 1986. Em abril de 1993 foi qualificado para o corpo de astronautas da NASA, como especialista de missão de tripulação do programa do ônibus espacial.
Em maio de 1996 fez seu primeiro voo espacial como comandante de carga da missão STS-77 Endeavour, dedicada a pesquisas com o módulo comercial Spacehab. Depois de seu retorno, ele passou por um treinamento de longa duração no Centro de Treinamento de Cosmonautas Yuri Gagarin, na Rússia, antes de participar da tripulação da estação orbital Mir como engenheiro de bordo, por 130 dias, em 1998.
Seu terceiro voo, em março de 2001, na STS-102 Discovery, foi o seu primeiro à Estação Espacial Internacional, numa missão de treze dias que fez a troca de tripulações da Expedição 1 pela Expedição 2 da ISS.
Sua quarta e última missão ao espaço foi em julho e agosto de 2005, quando fez parte da tripulação da STS-114 também da Discovery, o primeiro voo do ônibus espacial após o desastre da nave Columbia, acontecido dois anos antes.
Casado com a também astronauta Shannon Walker, nos últimos anos ele trabalhou em terra, como vice-diretor do departamento de astronautas da NASA.